# Caroline Schneider
Caroline Schneider (1º giugno 1973) è un'ex tennista tedesca.

## Carriera
In carriera ha raggiunto una finale di doppio al Generali Ladies Linz nel 1994, in coppia con la svedese Åsa Carlsson. Nei tornei del Grande Slam ha ottenuto il suo miglior risultato raggiungendo il secondo turno nel doppio all'Open di Francia nel 1991, agli Australian Open nel 1998 e a Wimbledon sempre nel 1998, e nel doppio misto all'Open di Francia nel 1991 e a Wimbledon nel 1994.

## Statistiche

### Doppio

#### Finali perse (1)
| Numero | Anno             | Torneo                     | Superficie | Compagna     | Avversarie in finale            | Punteggio |
| 1.     | 13 febbraio 1994 | Generali Ladies Linz, Linz | Sintetico  | Åsa Carlsson | Evgenija Manjukova Leila Meskhi | 2-6, 2-6  |

### Risultati in progressione
| Sigla | Risultato               |
| ----- | ----------------------- |
| V     | Vincitore               |
| F     | Finalista               |
| SF    | Semifinalista           |
| O     | Oro olimpico            |
| A     | Argento olimpico        |
| SF    | Bronzo olimpico         |
| QF    | Quarti di Finale        |
| 4T    | Quarto turno            |
| 3T    | Terzo turno             |
| 2T    | Secondo turno           |
| 1T    | Primo turno             |
| RR    | Round Robin             |
| LQ    | Turno di qualificazione |
| A     | Assente                 |
| ND    | Non disputato           |

| Legenda superfici    |
| -------------------- |
| Cemento              |
| Terra battuta        |
| Erba                 |
| Superficie variabile |

#### Singolare nei tornei del Grande Slam
Nessun partecipazione

#### Doppio nei tornei del Grande Slam
| Torneo          | 1989 | 1990 | 1991 | 1992 | 1993 | 1994 | 1995 | 1996 | 1997 | 1998 | 1999 | 2000 | 2001 | 2002 |
| --------------- | ---- | ---- | ---- | ---- | ---- | ---- | ---- | ---- | ---- | ---- | ---- | ---- | ---- | ---- |
| Australian Open | A    | A    | A    | 1T   | A    | A    | 1T   | A    | 1T   | 2T   | A    | A    | 1T   | 1T   |
| Open di Francia | 1T   | A    | 2T   | A    | 1T   | 1T   | A    | 1T   | A    | 1T   | 1T   | A    | 1T   | 1T   |
| Wimbledon       | A    | A    | A    | A    | A    | 1T   | A    | 1T   | 1T   | 2T   | A    | A    | A    | A    |
| US Open         | A    | A    | A    | A    | A    | A    | A    | A    | A    | 1T   | A    | A    | A    | A    |

#### Doppio misto nei tornei del Grande Slam
| Torneo          | 1989 | 1990 | 1991 | 1992 | 1993 | 1994 | 1995 | 1996 | 1997 | 1998 |
| --------------- | ---- | ---- | ---- | ---- | ---- | ---- | ---- | ---- | ---- | ---- |
| Australian Open | A    | A    | A    | A    | A    | A    | A    | A    | A    | A    |
| Open di Francia | 1T   | A    | 2T   | A    | A    | 1T   | A    | A    | A    | 1T   |
| Wimbledon       | A    | A    | A    | A    | A    | 2T   | A    | A    | A    | 1T   |
| US Open         | A    | A    | A    | A    | A    | A    | A    | A    | A    | A    |